# Pont d'Aragon (Valence)
Le pont d'Aragon (ou Puente de Aragón en espagnol) est un pont pour piétons et véhicules qui traverse perpendiculairement le lit de la rivière Turia, reliant la Plaza Zaragoza et le Paseo de la Alameda à la Gran Vía Marqués del Turia dans la ville espagnole de Valence.
Après plusieurs années de travaux, le pont fut officiellement inauguré en 1933.

## Caractéristiques
C'est l'œuvre des ingénieurs Arturo Monfort, José Burguera et Gabriel Leyda. Elle doit son nom à l'ancienne gare d'Aragon, aujourd'hui disparue. En raison de sa construction, le pont maritime est devenu exclusivement réservé aux piétons. Le style du pont est rationaliste. Il comporte six arches de 25 mètres, sa longueur est de 167 mètres et sa largeur de 30 mètres, avec une haie centrale et des rues secondaires. Les grandes colonnes en fer servaient à maintenir les câbles et l'éclairage du tramway.